# Molins (Oriola)
Molins és una pedania del municipi espanyol d'Oriola, a la província d'Alacant. Té 1.442 habitants. Abans Molins era un municipi independent, el qual va ser annexionat a Oriola entre els anys 1877 i 1887.
Les festes patronals se celebren el dia 13 de juny, en honor de Sant Antoni de Pàdua. L'església parroquial de Molins, construïda al segle xviii i restaurada eln 2005, es denomina Ecce-Homo. A Molins es troba el col·legi d'educació primària Ntra. Sra. de Monserrat.

## Història

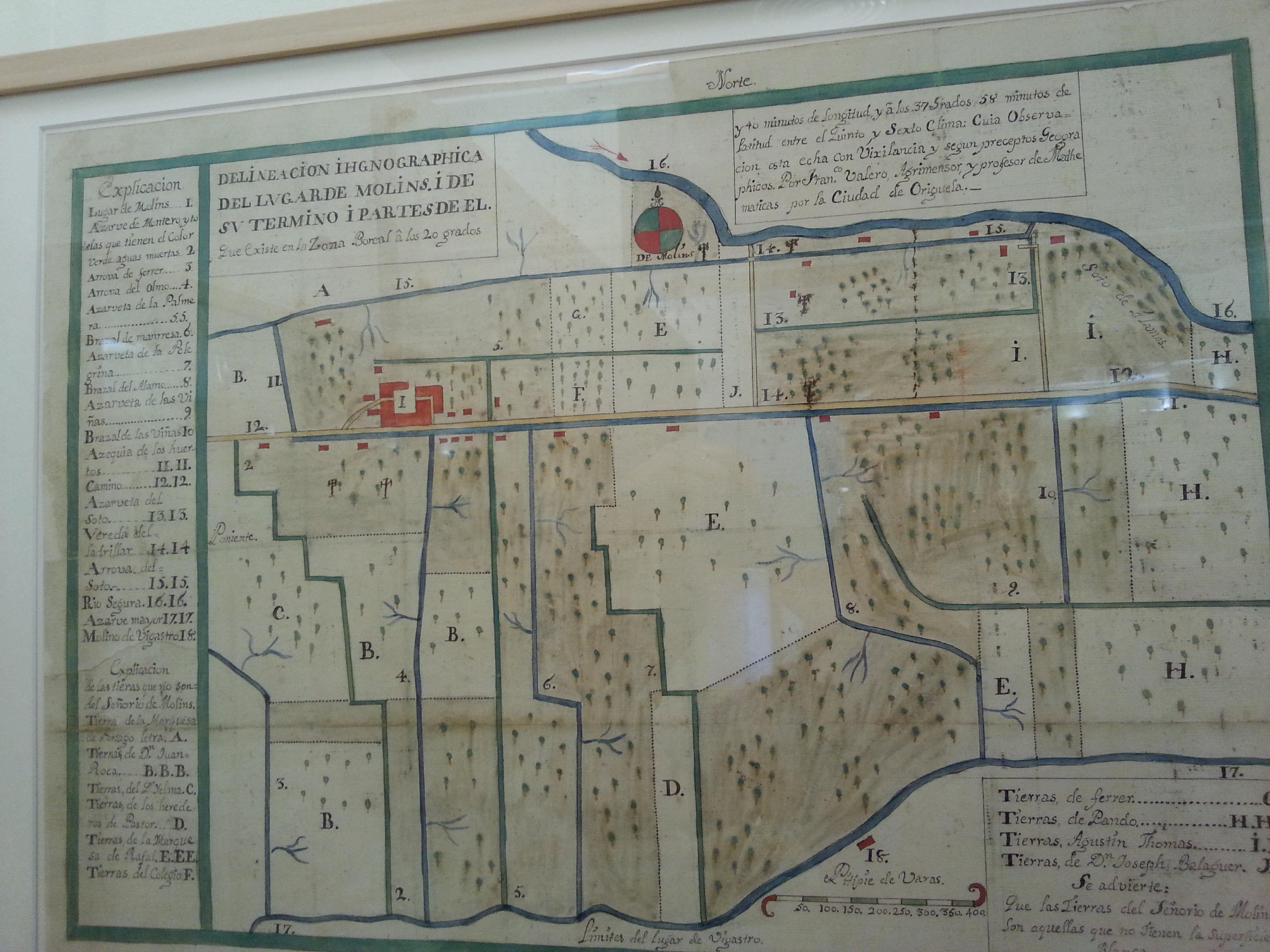
Mapa del lloc de Molins y el seu terme municipal (1775)

El 23 d'octubre de 1697 D. Alfónso de Rocamora i Molins, cavaller de Calatrava i veí d'Oriola, va subscriure escriptura de Concòrdia amb els primers pobladors del nou lloc denominat Molins de Rocamora.
Fins a 1885, Molins es conformava com a municipi independent amb Ajuntament propi. Si bé a partir d'aquest any es va decidir agregar-lo al veí municipi d'Oriola i, per tant, perdia el seu ajuntament per passar a ser un pedania.
En els seus orígens, Molins era un marquesat. El Marquesat de Molins és un títol nobiliari espanyol concedit per la reina Isabel II a favor de Mariano Roca de Togores y Carrasco (el més conegut de tots els successors del títol), per Reial decret del 15 de setembre de 1848 i Real Despatx del 4 de desembre següent.
Porta aparellada la grandesa d'Espanya de primera classe, concessió de la mateixa reina al primer marquès per Reial decret del 12 de maig de 1863 i Real Despatx del 24 de desembre del mateix any.
El concessionari, Mariano Roca de Togores y Carrasco, fou un important polític, diplomàtic i literat espanyol del segle xix, promotor de la Restauració d'Alfonso XII, Ministre de Marina, Foment i Estat en governs de Sotomayor, Narváez i Cánovas, Ambaixador a Londres i París i davant la Santa Seu, Acadèmic de les Reals de la Història, Belles arts i Ciències Morales i Polítiques i Director de l'Espanyola de la Llengua, Diputat a Corts, Senador del Regne, cavaller de les Ordres del Toisón d'Or, Calatrava i Malta, Gran Creu de Carles III i mestrant de València. Fill de Luis Roca de Togores y Valcárcel, II comte de Pinohermoso, vescomte de Casa Grande, i de María Francisca de Paula Carrasco y Arce, VI comtessa de Villaleal.
El títol prenia denominació de la pedania oriolana de Molins, antic senyoriu de la família materna del concessionari. El vescomtat previ de Rocamora, atorgat al mateix pel Reial decret de creació del marquesat, va ser declarat també hereditari i perpetu pel Reial Despatx. La denominació de Rocamora corresponia al vuitè cognom del primer vescomte i marquès, que era el costat pel qual va recaure en els Carrasco el senyoriu de Molins.
|                       | Titular                                        | Període               |
| Creació per Isabel II | Creació per Isabel II                          | Creació per Isabel II |
| --------------------- | ---------------------------------------------- | --------------------- |
| I                     | Mariano Roca de Togores y Carrasco             | 1848-1889             |
| II                    | José Ventura Roca de Togores y Aguirre-Sorarte | 1889-1926             |
| III                   | Fernado Roca de Togores y Aguirre-Solarte      | 1926-1941             |
| IV                    | Mariano Roca de Togores y Caballero            | 1952-1985             |
| V                     | Luis Roca de Togores y Bruguera                | 1985-actual titular   |